# Noble Glacier
Noble Glacier är en glaciär i Antarktis. Den ligger i Sydshetlandsöarna. Argentina, Chile och Storbritannien gör anspråk på området. Noble Glacier ligger 39 meter över havet.
Terrängen runt Noble Glacier är kuperad. Havet är nära Noble Glacier åt sydväst. Trakten är glest befolkad. Närmaste befolkade plats är Commandante Ferraz Station, 1,6 km söder om Noble Glacier. 